# Tvååkers kanal
Tvååker ån (även Tvååkers kanal och Uttran) är ett mindre vattendrag i Varbergs och Falkenbergs kommun, Sverige. Vattendraget har sin källa i de skogiga och sjörika områden i Åkulla bokskogar och rinner därefter ut i mer uppodlad mark för att efter att vattendraget passerat Tvååker rinna ut i Kattegatt. Strax innan vattendraget når Tvååker ansluter biflödet Fjölabrobäcken. Vattendraget har ett avrinningsområde på 91 km2. Medelvattenföringen vid mynningen är 1,6 m3/s. Vattenföringen är störst vintertid och lägst sommartid.

## Mänsklig användning
I det inre delarna har Truedsholm på en ö i Byasjön och Öströö slott vid Ottersjön varit lokala maktcentrum. Efter tidigare lobbande av Peter Andersson i Borrås kom de nedre delarna av vattendraget att rätas ut och rensas 1857-1859 och kallas därefter Tvååkers kanal. Även senare har vattendraget påverkats, av bl.a. Tvååkers
kanalregleringsföretag 1933. Även Fjölabrobäcken samt en del förbindelser mellan sjöarna har rakats ut och rensats. Vid Strömma kvarn har det funnits kvarnar sedan 1600-talet, som efterhand ökade i antal så att det 1872 fanns tre kvarnar. I samband med första världskrigets energibrist anlades 1914 här ett vattenkraftverk som årligen producerar ungefär 500 MWh el (dess nuvarande utformning är från 1940). I Stegared ramsåg och kraftstation produceras ungefär 50 MWh el per år.

## Natur
För inte minst hotade arten är områden med strömmande vatten viktigt för att de ska kunna föröka sig. Dessa finns främst i de nedre delarna av vattendraget. Vattendrag och sjöar i området har måttlig eller god ekologisk status. Sjöarna i området är näringsfattiga klarvattensjöar och ses som nationellt värdefulla ur naturvårdssynpunkt. Av arter som på något sätt är skyddade finns lax, ål,
havsnejonöga, storlom och utter i avrinningsområdet. Av dessa finns lax och havsnejonöga främst i de nedre delarna, storlom främst i de övre delarna och övriga spridda i hela området. Det finns i vattendraget även många av de vanliga fiskarna som t.ex. öring, brax och mört.